# Kid Kash
David Tyler Cash, meglio conosciuto con il ring name Kid Kash (Waynesboro, 31 luglio 1969), è un wrestler e artista marziale misto statunitense.
Durante la sua lunga carriera, ha militato in alcune delle più importanti federazioni di wrestling della storia, tra cui la Extreme Championship Wrestling, la World Championship Wrestling, la National Wrestling Alliance, la Total Nonstop Action Wrestling e la World Wrestling Entertainment.

## Carriera nel wrestling

### Circuito indipendente (1990–1996)
David Cash debutta nel 1990 dopo esser stato allenato dal leggendario Ricky Morton, affrontando e perdendo contro Wahoo McDaniel. Egli lotta nel circuito indipendente nordamericano per cinque anni con il ring name Kid Kash; nel 1995 forma un tag team con Morton, ma i due collaborano per poco tempo.

### Extreme Championship Wrestling (1996–2001)
Nel 1996 Kid Kash firma un contratto con la Extreme Championship Wrestling; rimane in ECW fino al 2001, vincendo anche il World Television Championship.

### Total Nonstop Action (2002–2005)
Nel 2002 Kid Kash passa alla Total Nonstop Action Wrestling come wrestler della categoria X Division, vincendo anche l'X Division Championship; inoltre viene accompagnato spesso da Trinity, sua manager per un certo periodo di tempo.
Nel 2005 Kash viene licenziato dalla TNA dopo aver rilasciato un'intervista radiofonica in cui critica la TNA ed insulta gli America's Most Wanted, il migliore tag team della federazione di Orlando (Florida).

### World Wrestling Entertainment (2005–2006)
Kid Kash viene quindi messo contratto dalla WWE. Dopo aver passato un periodo alla Deep South Wrestling, federazione satellite della WWE, Kash debutta ufficialmente in WWE tra ottobre e novembre 2005, sconfiggendo in due edizioni di Velocity prima Funaki e poi Scotty 2 Hotty. Dopo alcuni incontri a SmackDown!, Kash sfida quindi il WWE Cruiserweight Champion Juventud eseguendo su di lui una Brainbuster durante un match tra gli MNM ed i Mexicools, stable formata da Juventud, Super Crazy e Psicosis. Kash batte prima Super Crazy durante l'edizione di SmackDown! del 16 dicembre e, in seguito, sconfigge anche Juventud ad Armageddon, conquistando il suo primo titolo in WWE, il WWE Cruiserweight Championship.
Un infortunio al braccio lo costringe a cedere la cintura in favore di Gregory Helms in un match alla Royal Rumble. Partecipa con l'intera divisione cruiser al match per il WWE Cruiserweight Championship a No Way Out, dove però trionfa un'altra volta Helms.
Kid Kash inizia quindi a combattere in coppia con Jamie Noble, con cui ha formato un Tag team col nome di Pitbulls, entrando nel ring indossando collari da cane. I Pitbulls tentarono di conquistare il WWE Tag Team Championship detenuto da Paul London e Brian Kendrick ma vennero sconfitti a The Great American Bash. Il team tuttavia si sciolse dopo breve tempo a causa della fine del contratto di collaborazione tra Kash e la WWE, avvenuta il 27 settembre 2006. Da quel momento, Cash ha partecipato a diversi spettacoli tenuti da alcune federazioni indipendenti negli Stati Uniti ed in Europa.

### Circuito indipendente (2006–presente)
Cash ha esordito nel circuito delle arti marziali miste il 21 marzo 2008, perdendo per decisione arbitrale contro Bryan Brown nel corso di un evento svoltosi a Frankfort.

### Ritorno in TNA (2010–2013)
L'8 agosto 2010 è tornato a combattere nella TNA, partecipando al PPV Hardcore Justice, che riuniva tutte le stelle della defunta ECW. Kid Kash, in coppia con Johnny Swinger e Simon Diamond ha affrontato il redivivo team dell'FBI (Full Blooded Italian), formata da Tracy Smothers, Tony Luke, Guido Maritato e Sal Graziano nelle vesti di manager, che alla fine porteranno a casa la vittoria.
Torna nella puntata di Impact del 16/06/11 nel torneo valido per ottenere un contratto con la TNA: lui e Jimmy Rave perdono il match contro Austin Aries.
Il 12 luglio 2011 tramite il suo account Twitter afferma di avere firmato di nuovo con la TNA.
A TNA Genesis combatte contro Zema Ion, Jesse Sorensen e il campione Austin Aries in un Fatal-4-Way Match ad eliminazione per il TNA X Division Championship, ma Kid Kash viene eliminato per primo.
Ritorna sul ring nel marzo 2012 in un match 4 way per l'X-Division Title che viene però interrotto da Bully Ray. La settimana successiva a Xplosion affronta Devon in un match per il TV Title, perdendo.
Durante la giornata del 19 luglio la TNA ha reso noto sul suo sito ufficiale l'ingaggio di Chavo Guerrero e il suo debutto televisivo è previsto per l'edizione di Impact del 26 luglio. Durante la serata alcuni atleti della federazione di Orlando vengono intervistati riguardo al messicano, che si presenta nell'arena venendo accolto positivamente dal pubblico. Successivamente parla della gloriosa famiglia Guerrero e del fatto che sia venuto in TNA per combattere con i migliori, ma viene interrotto da Gunner e Kid Kash, con quest'ultimo che lo attacca verbalmente fino a quando non vanno alle mani. Hernandez arriva in soccorso del suo connazionale e lo aiuta a fare piazza pulita del ring. Sette giorni dopo il messicano sconfigge proprio Kid Kash nel suo primo match in TNA.

## Carriera nelle arti marziali miste
David Cash debutta nelle arti marziali miste il 5 novembre 2016, all'evento Valor Fights 38 in quel di Nashville (Tennessee), perdendo per knockout contro il connazionale Lindsey Jones.
| Risultato | Record | Avversario    | Metodo           | Evento          | Data            | Round | Tempo | Città     |
| --------- | ------ | ------------- | ---------------- | --------------- | --------------- | ----- | ----- | --------- |
| Sconfitta | 0-1    | Lindsey Jones | Knockout (colpi) | Valor Fights 38 | 5 novembre 2016 | 1     | 0:38  | Nashville |

## Personaggio

### Mosse finali
- Double underhook piledriver
- Suplex brainbuster

### Manager
- Jimmy Hart
- Nikki Roxx
- Trinity

### Soprannomi
- "Crow"
- "Mr. TNA"
- "Notorious"

### Musiche d'ingresso
- Bawitdaba di Kid Rock
- Fuck That di Kid Rock
- KK Rocks di Dale Oliver
- Misfit di Dale Oliver
- Kash Money di Jim Johnston
- Order of Chaos di Dale Oliver
- Sound of Madness degli Shinedown

## Titoli e riconoscimenti
- Extreme Championship Wrestling
  - ECW World Television Championship (1)
- Juggalo Championship Wrestling
  - JCW Heavyweight Championship (1)
- Memphis Wrestling Federation
  - MWF Southern Tag Team Championship (1) – con Ricky Morton
- National Wrestling Alliance
  - NWA World Tag Team Championship (2) – con Lance Hoyt
- Powerhouse Wrestling Alliance
  - PWA World Heavyweight Championship (4)
- Pro Wrestling Illustrated
  - 68º tra i 500 migliori wrestler singoli nella PWI 500 (2000)
- Showtime All-Star Wrestling
  - SAW International Heavyweight Championship (3)
- Total Nonstop Action
  - TNA X Division Championship (1)
- United States Wrestling Organization
  - USWO Championship (2)
- World Class Revolution
  - WCR Tag Team Championship (1)
- World Wrestling Council
  - WWC World Junior Heavyweight Championship (1)
- World Wrestling Entertainment
  - WWE Cruiserweight Championship (1)
- Xtra Wrestling Federation
  - XWF World Cruiserweight Championship (6)
- Xtreme Wrestling Federation
  - XWF World Cruiserweight Championship (2)